# Карпенко, Моисей Иванович
Моисей Иванович Карпенко (1775—1854) — генерал-лейтенант Русской императорской армии.

## Биография
Моисей Карпенко родился 28 августа 1775 года в селе Буриново Тарусского уезда Калужской губернии в дворянской семье.
В 1790 году был зачислен в качестве фурьера в Таврический гренадерский полк с которым принял участие в польских событиях 1792 года и подавлении восстания Костюшко. 22 сентября 1794 года произведён в прапорщики.
Отважно сражался в войне четвёртой коалиции и Русско-шведской войне 1808—1809 гг. за что 15 февраля 1809 года был отмечен орденом Святого Георгия 4-го класса № 921 
В воздаяние отличнаго мужества и храбрости, оказанных в минувшую кампанию против шведов в сражении 20 августа при Куортане, где быв командирован в лес с баталионом для защиты онаго и деревни, которою неприятель старался овладеть, поступал с особенною неустрашимостию и опрокинул неприятеля, 29 того же месяца, командуя за раною генерал-майора Эриксона 26 Егерским полком во время атаки неприятеля при Надиргерме, устроив из двух орудий батарею и сам действуя оною, ободрял своим мужеством подчиненных и как неприятель удерживал в сем пункте переправу, то был командирован с 24 Егерским полком и частию Калугского и Азовского полков в обход неприятеля по болотам, где, проведя свой отряд с желаемым успехом и перешед через реку по порогам с отменным искусством и мужеством, атаковал неприятельскую батарею и шанцы против сих порогов устроенные, вытеснил неприятеля из оных и заставил его оставить батарею и позицию при кирке Нидергерме; при ретираде же его поражал онаго и нанес ему великий вред. 1 сентября, когда генерал-майор Казачковский атаковал с своим отрядом неприятеля под Нюкарлеби, занимал с 26 Егерским полком лес и благоразумными распоряжениями удержал неприятеля.
30 августа 1809 года Карпенко был произведён в полковники.
12 апреля 1810 года Карпенко был назначен командиром 26-го егерского полка, а 19 октября 1810 года утверждён шефом 1-го егерского полка.
После вторжения Наполеона в пределы Российской империи, принимал участие в ряде битв Отечественной войны 1812 года, отличился в при Бородинском сражении и 21 ноября 1812 года был произведён в чин генерал-майора.
После изгнания неприятеля из России, Карпенко принял участие в заграничном походе русской армии, где отличился в баталии под Бауценом, снова был ранен, и 29 октября 1813 года награждён командованием  орденом Святого Георгия 3-го класса № 335 
В воздаяние отличных подвигов мужества, храбрости и распорядительности, оказанных в сражении против французских войск 9 мая под Бауценом.
Во время войны вёл «Записки», выдержки из которых помещены в биографической заметке А. Иокиша в «Военном сборнике» (1872, № 1).
С 5 декабря 1816 года по 30 августа 1839 года Карпенко находился в отставке по состоянию здоровья.
6 декабря 1840 года Карпенко был удостоен чина генерал-лейтенанта и был назначен начальником 2-й пехотной дивизии.
В 1844 году получил должность коменданта крепости Замостье.
25 марта 1849 года назначен членом Генерал-Аудиториата, но в 1851 году вновь испросил отставку по состоянию здоровья.
Моисей Иванович Карпенко умер 4 августа 1854 года и был похоронен у церкви села Буриново.
В 1960-е годы местными вандалами могила была разрушена. С началом функционирования Храма Преображения Господня в селе Буриново, усилиями настоятеля храма отца Андрея Резвана и при поддержке руководства Государственного комплекса «Таруса», могила была приведена в порядок. В 2012 году захоронение отреставрировано.